# 30334 Michaelwiner
30334 Michaelwiner este un asteroid din centura principală de asteroizi.

## Descriere
30334 Michaelwiner este un asteroid din centura principală de asteroizi. A fost descoperit pe 7 mai 2000 la Socorro, New Mexico, în cadrul proiectului LINEAR. Asteroidul prezintă o orbită caracterizată de o semiaxă mare de 2,43 ua, o excentricitate de 0,09 și o înclinație de 5,1° în raport cu ecliptica.